# Bulbophyllum loroglossum
Bulbophyllum loroglossum là một loài phong lan thuộc chi Bulbophyllum.